# Waga Energy
 (juin 2025).
Waga Energy est une entreprise française (basée à Eybens) du domaine des énergies renouvelables, spécialisée dans l’épuration du biogaz, particulièrement celui issu des décharges, en biométhane.

## Historique
Waga Energy a été fondée en 2015 par trois ingénieurs : Mathieu Lefebvre, Nicolas Paget et Guénaël Prince, avec le but de valoriser le gaz de décharge en biométhane grâce à une technologie innovante, la WAGABOX.
Le premier contrat est signé en 2016 avec Paprec, un acteur majeur de la gestion des déchets, pour équiper l'Installation de Stockage de Déchets Non Dangereux (ISDND) de Saint-Florentin, dans l'Yonne. Cette première unité WAGABOX est mise en service le 14 février 2017.
L'entreprise en 2019 ouvre sa première filiale aux États-Unis, à Bala Cynwyd, en Pennsylvanie, suivie d’une filiale canadienne à Shawinigan, au Québec, en 2020.
En 2021, Waga Energy signe ses premiers contrats internationaux. En janvier, un partenariat est conclu avec PreZero (Ferrovial Servicios, à l’époque) en Espagne pour le site de Can Mata à Els Hostalets de Pierola. En avril, un contrat est signé au Canada avec Enercycle pour le site de Saint-Étienne-des-Grès, suivi en juin par un autre accord à Cowansville avec Zone Eco. En décembre de la même année, Waga Energy signe son premier contrat aux États-Unis avec le comté de Steuben dans l'État de New York.
Octobre 2021 marque une étape clé dans l’histoire de l’entreprise, avec son introduction en bourse sur Euronext Paris, soutenue par une levée de fonds exceptionnelle de 110 millions d'euros.

## Technologie
La technologie utilisée par Waga Energy a été initialement développée au sein d'Air liquide, qui est actionnaire minoritaire de l’entreprise. Elle repose sur un processus innovant combinant la filtration sur membrane et la distillation fractionnée. Le biogaz issu des décharges, qui contient du CO2, du H2S ainsi que du dioxygène et du diazote en raison de l'infiltration d'air ambiant, est généralement de faible qualité. Grâce à ce procédé, le biogaz est purifié pour obtenir un biométhane quasi pur, qui peut être injecté directement dans le réseau de gaz naturel. Cette méthode permet une valorisation supérieure par rapport à l'utilisation locale de gaz à faible pouvoir calorifique.
L'installation, commercialisée sous le nom de WAGABOX, est entièrement intégrée dans un conteneur modulaire, ce qui en facilite le transport et le déploiement sur les sites de stockage de déchets.

## Modèle économique
Le biogaz de décharge est une énergie fatale : les décharges produisent spontanément du méthane. Le capturer pour le valoriser réduit ainsi les émissions de méthane, en plus de fournir une source d’énergie renouvelable. Le potentiel de réchauffement global d’une molécule de méthane correspond à 28 molécules de CO2. Une unité « WAGABOX® » contient les équipements dimensionnés selon le volume de gaz à traiter pouvant représenter jusqu’à 100 GWh de pouvoir calorifique par an. Sa construction est généralement rentabilisée en 5 à 7 ans.
L’entreprise ne vend pas les  Wagabox® : elle les installe à ses frais et tire ses revenus de la vente du méthane sur le réseau, dans le cadre d’un accord à moyen ou à long terme. La fabrication est assurée par des sous-traitants, principalement à Grenoble.